# Карл фон Айнем
Карл Вільгельм Георг Август Готфрід фон Айнем, знаний фон Ротмалер (нім. Karl Wilhelm Georg August Gottfried von Einem genannt von Rothmaler; 1 січня 1853 — 7 квітня 1934) — прусський воєначальник, генерал-полковник. Кавалер ордена Pour le Mérite з дубовим листям.

## Біографія

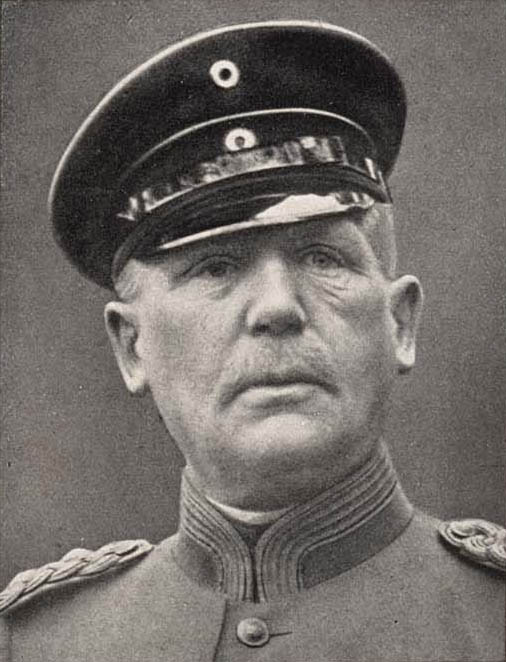
Генерал-полковник фон Айнем (1916).

Значну частину свого життя присвятив військовій службі. З 1876 року обіймав різні штабні посади. У 1884-87 роках командував ескадроном 14-го уланського полку, в 1893-95 роках — 4-го кірасирського полку.
З 1895 року виконував обов'язки начальника штабу 7-го армійського корпусу, з 1898 року очолив відділ Військового міністерства.
У 1900 році зайняв пост директора Загального військового департаменту. Після призначення в серпні 1903 прусським військовим міністром протягом шести років керував масштабної реорганізацією німецької армії і будівництвом фортифікаційних споруд. Значна частина важкого озброєння, використаного в Першій світовій війні, з'явилася в Прусської армії при фон Айнемі — зокрема, німці зобов'язані йому появою сучасних кулеметів і важкої артилерії.
У 1909 році, призначений командиром 7-го військового корпусу і ніс службу під командуванням генерала 2-ї армії Карла фон Бюлова. На цій посаді в 1914 році, незабаром після вступу Німеччини у війну, сформував у складі 2-ї армії групу з 3-х корпусів (7-го, 9-го та 10-го), яка налічувала близько 100 000 чоловік, призначенням якої стало взяття міста Льєжа, що і було здійснено 16 серпня. Очолюючи 7-й АК, фон Айнем взяв участь у Першій битві на Марні.
Після звільнення з посади хворого генерал-полковника Макса фон Гаузена Карл фон Айнем зайняв його місце командувача 3-й армією в Шампані на фронті від Реймса до Арагон. Тут ввірені йому війська відбивали атаки 4-й французької армії, яка мала значну чисельну і технічна перевага (163 000 солдатів і 989 гармат проти 85 000 солдатів і 460 гармат у фон Айнема). Наступ французів було відбито, при цьому французька армія зазнала жахливих втрати (понад 90 000 чоловік), при цьому не зумівши зайняти навіть першу лінію оборони німців. Другий наступ французів на цій ділянці також було відбитий з катастрофічними наслідками для останніх.
У 1919 році Карл фон Айнем звільнився з армії і жив на пенсії.

## Нагороди
- Залізний хрест 2-го класу зразка 1870 року із застібками «25» і зразка 1914 року
- Пам'ятна військова медаль за кампанію 1870-71
- Орден Червоного орла
  - 4-го класу
  - 3-го класу з бантом
  - 2-го класу з дубовим листям і короною
  - великий хрест
- Хрест «За вислугу років» (Пруссія)
- Столітня медаль
- Почесний хрест (Шварцбург) 3-го класу
- Орден Корони (Пруссія) 2-го класу із зіркою
- Королівський орден дому Гогенцоллернів, великий командорський хрест
  - пізніше отримав мечі
- Орден Святого Йоанна (Бранденбург), лицар справедливості
- Орден Святих Маврикія та Лазаря, великий офіцерський хрест (Королівство Італія)
- Орден «Османіє» 1-го ступеня (Османська імперія)
- Орден Подвійного Дракона 1-го ступеня, 3-й клас (Китай)
- Королівський Вікторіанський орден, великий хрест (Британська імперія)
- Орден Лева і Сонця 2-го ступеня (Іран)
- Орден військових заслуг (Іспанія), великий хрест
- Орден Вранішнього Сонця 1-го класу (Японська імперія)
- Орден Меча, великий хрест (Швеція)
- Орден Данеброг, великий хрест (Данія)
- Орден Святого Олафа, великий хрест (Норвегія)
- Орден дому Ліппе, почесний хрест 1-го класу
- Орден Філіппа Великодушного, великий хрест з короною
- Орден Людвіга, великий хрест
- Орден Грифа, великий хрест
- Орден дому Саксен-Ернестіне, великий хрест
- Орден Заслуг герцога Петра-Фрідріха-Людвіга, великий хрест
- Орден Церінгенського лева, великий хрест
- Орден Громадянських заслуг Баварської корони, великий хрест
- Орден «За військові заслуги» (Баварія), великий хрест
- Орден Леопольда (Австрія), великий хрест
- Орден Франца Йосифа, великий хрест
- Орден Корони Румунії, великий хрест
- Орден Зірки Румунії, великий хрест
- Орден Вюртемберзької корони, великий хрест
- Орден Фрідріха (Вюртемберг), великий хрест з короною
- Орден Альберта (Саксонія), великий хрест із золотою зіркою і срібною короною
- Орден Чорного орла з ланцюгом
- Залізний хрест 1-го класу зразка 1914 року
- Pour le Mérite з дубовим листям
  - орден (16 березня 1915)
  - дубове листя (17 жовтня 1916)
- Військовий орден Святого Генріха, командорський хрест 1-го класу (15 жовтня 1918)